# Пиннер, Майк
Майкл Джон Пи́ннер (англ. Michael John Pinner; 16 февраля 1934) — английский футболист, вратарь.

## Клубная карьера
Уроженец Бостона (графство Линкольншир), Пиннер выступал за молодёжные и любительские команды бостонской средней школы, «Уибертон Рейнджерс», «Ноттс Каунти», «Кембридж Юниверсити», «Хендон» и «Пегасус». В 1954 году стал игроком бирмингемского клуба «Астон Вилла». С 1954 по 1957 год провёл за команду 4 матча в чемпионате.
В 1957 году стал игроком лондонского «Арсенала», однако не сыграл за команду ни одного официального матча, и в том же году перешёл в «Шеффилд Уэнсдей». В составе «Уэнсдей» провёл два сезона, сыграв 7 официальных матчей в чемпионате.
В 1959 году короткое время играл за клуб «Коринтиан-Кэжуалз» в Истмийской лиге. В том же году перешёл в «Куинз Парк Рейнджерс», за который провёл 21 матч в сезоне 1959/60.
В феврале 1961 года перешёл в «Манчестер Юнайтед». 4 февраля 1961 года дебютировал за «Юнайтед» в матче Первого дивизиона против клуба «Астон Вилла». Всего провёл за команду 4 матча (все — в рамках чемпионата).
В октябре 1961 года покинул «Юнайтед», перейдя в «Челси». Свой единственный матч в составе «пенсионеров» провёл 20 апреля 1962 года: это была игра Первого дивизиона против «Вулверхэмптон Уондерерс», в котором «Челси» проиграл со счётом 4:5.
В 1962 году сменил несколько команд, выступая за лондонский «Хендон», валлийский «Суонси Таун», вновь за «Хендон», и, наконец, за лондонский «Лейтон Ориент». В составе «Лейтон Ориент» провёл три сезона, сыграв 83 матча. Впоследствии играл за североирландский клуб «Лисберн Дистиллери».

## Карьера в сборной
Пиннер выступал за любительскую сборную Англии, сыграв за неё 52 матча.
В 1956 и 1960 годах принял участие в Олимпийских играх в составе сборной Великобритании (фактически сыграл в трёх матчах в 1960 году).

## Статистика выступлений
| Клуб                 | Сезон            | Лига | Лига | Кубки | Кубки | Итого | Итого |
| Клуб                 | Сезон            | Игры | Голы | Игры  | Голы  | Игры  | Голы  |
| -------------------- | ---------------- | ---- | ---- | ----- | ----- | ----- | ----- |
| Астон Вилла          | 1954/55          | 1    | 0    | 0     | 0     | 1     | 0     |
| Астон Вилла          | 1955/56          | 1    | 0    | 0     | 0     | 1     | 0     |
| Астон Вилла          | 1956/57          | 2    | 0    | 0     | 0     | 2     | 0     |
| Астон Вилла          | Итого            | 4    | 0    | 0     | 0     | 4     | 0     |
| Шеффилд Уэнсдей      | 1957/58          | 5    | 0    | 0     | 0     | 5     | 0     |
| Шеффилд Уэнсдей      | 1958/59          | 2    | 0    | 0     | 0     | 2     | 0     |
| Шеффилд Уэнсдей      | Итого            | 7    | 0    | 0     | 0     | 7     | 0     |
| Куинз Парк Рейнджерс | 1959/60          | 19   | 0    | 2     | 0     | 21    | 0     |
| Куинз Парк Рейнджерс | Итого            | 19   | 0    | 2     | 0     | 21    | 0     |
| Манчестер Юнайтед    | 1960/61          | 4    | 0    | 0     | 0     | 4     | 0     |
| Манчестер Юнайтед    | Итого            | 4    | 0    | 0     | 0     | 4     | 0     |
| Челси                | 1961/62          | 1    | 0    | 0     | 0     | 1     | 0     |
| Челси                | Итого            | 1    | 0    | 0     | 0     | 1     | 0     |
| Суонси Таун          | 1961/62          | 1    | 0    | 0     | 0     | 1     | 0     |
| Суонси Таун          | Итого            | 1    | 0    | 0     | 0     | 1     | 0     |
| Лейтон Ориент        | 1962/63          | 19   | 0    | 1     | 0     | 20    | 0     |
| Лейтон Ориент        | 1963/64          | 31   | 0    | 3     | 0     | 34    | 0     |
| Лейтон Ориент        | 1964/65          | 27   | 0    | 2     | 0     | 29    | 0     |
| Лейтон Ориент        | Итого            | 77   | 0    | 6     | 0     | 83    | 0     |
| Всего за карьеру     | Всего за карьеру | 113  | 0    | 8     | 0     | 121   | 0     |

## После завершения карьеры игрока
После завершения карьеры игрока работал в сфере юриспруденции и строительства.